# Шандор Хранек
Шандор Хранек (угор. Sándor Hranek; 20 січня 1961, Мезйокйовешд) — угорський боксер, призер чемпіонатів світу і Європи серед аматорів, в подальшому тренер з боксу.

## Аматорська кар'єра
1980 року Шандор Хранек став чемпіоном Угорщини і був готовий до виступу на Олімпійських іграх 1980, але не потрапив в заявку збірної через юний вік.
На чемпіонаті світу 1982 в категорії до 71 кг здобув дві перемоги, а у чвертьфіналі програв Армандо Мартінесу (Куба).
Через бойкот Олімпійських ігор 1984 представниками з соціалістичних країн пропустив Олімпіаду і завоював бронзову медаль на альтернативних змаганнях Дружба-84.
На чемпіонаті Європи 1985 завоював бронзову медаль.
- В 1/8 фіналу переміг Георгіоса Дуріса (Греція) — RSCI 3
- У чвертьфіналі переміг Хакана Сіндемарка (Швеція) — 5-0
- У півфіналі програв Міхаелю Тімм (НДР) — 0-5

1988 року зламав лікоть перед Олімпійськими іграми 1988, тому пропустив і ту Олімпіаду.
На чемпіонаті світу 1989 завоював бронзову медаль в категорії до 81 кг.
- В 1/8 фіналу переміг Йозефа Стржеховського (Польща) — 27-14
- У чвертьфіналі переміг Кая Геленіуса (Фінляндія) — RSC 3
- У півфіналі програв Пабло Ромеро (Куба) — AB 1

На Іграх доброї волі 1990 в Сіетлі програв в чвертьфіналі Андрію Курнявка (СРСР).